# Comuna Nove Selo, Pidvolociîsk
Nove Selo (în ucraineană Нове Село) este o comună în raionul Pidvolociîsk, regiunea Ternopil, Ucraina, formată din satele Hnîlîcikî, Holoșînți, Kozeari, Nove Selo (reședința) și Suhivți.

## Demografie
Componența lingvistică a comunei Nove Selo
     Ucraineană (99,85%)
     Alte limbi (0,15%)
Conform recensământului din 2001, majoritatea populației comunei Nove Selo era vorbitoare de ucraineană (99,85%), existând în minoritate și vorbitori de alte limbi.